# Boot Lake
Boot Lake är en sjö i Kanada.   Den ligger i provinsen Nova Scotia, i den östra delen av landet, 1 200 km öster om huvudstaden Ottawa. Boot Lake ligger 387 meter över havet. Den ligger på ön Kap Bretonön.
I omgivningarna runt Boot Lake växer i huvudsak blandskog. Trakten runt Boot Lake är nära nog obefolkad, med mindre än två invånare per kvadratkilometer.